# Obras dos Balian
Esta é uma lista das obras dos arquitetos da família arménia otomana Balian.

## Residências da família imperial
| Nome                                                    | Nome em turco                       | Data de construção     | Arquiteto(s)                                       | Localização                    | Notas |
| ------------------------------------------------------- | ----------------------------------- | ---------------------- | -------------------------------------------------- | ------------------------------ | --- |
| Palácio de Dolmabahçe                                   | Dolmabahçe Sarayı                   | 1848–1856              | Garabet Balian, Nigoğayos Balian e Evanis Kalfa    | Kabataş, Beşiktaş, Istambul    | Embora seja pouco usual, por vezes é usado o nome "Palácio de Beşiktaş" (não confundir com o outro homónimo) |
| Palácio de Beilerbei                                    | Beylerbeyi Sarayı                   | 1861–1865              | Sarkis                                             | Beilerbei, Üsküdar, Istambul   | Já existia um edifício anterior, mas foi incendiado pelos janízaros. |
| Palácio de Çırağan                                      | Çırağan Sarayı                      | 1863–1871              | Nigoğayos (desenho), construído por Sarkis e Hagop | Ortaköy, Beşiktaş, Istambul    | Atualmente (2011) é um hotel de luxo da cadeia Kempinski. |
| Palácio de Yıldız                                       | Yıldız Sarayı                       |                        | Sarkis e Simon                                     | Yıldız, Beşiktaş, Istambul     | Sarkis construiu o pavilhão dos apartamentos de estado (Büyük Mabeyin Binası, onde trabalhavam os altos funcionários do sultão); Simon participou no desenho do palácio, cuja autoria é atribuída ao arquiteto italiano Raimondo Tommaso D'Aronco. |
| Pavilhão Mecidiye ou Grande Quiosque do Palácio Topkapı | Mecidiye Köşkü, Topkapı Sarayı      | 1840                   | Sarkis                                             | Eminönü, Fatih, Istambul       | |
| Palácio de Sarayburnu                                   | Sarayburnu Sarayı                   |                        |                                                    | Eminönü, Fatih, Istambul       | Ardeu em 1875 |
| Palácio de Beşiktaş                                     | Beşiktaş Sarayı                     |                        |                                                    | Beşiktaş, Istambul             | |
| Palácio de Valide Sultan                                | Valide Sultan Sarayı                |                        | Krikor                                             | Arnavutköy, Istambul           | |
| Palácio de Defterdar                                    | Defterdar Sarayı                    |                        | Krikor                                             |                                | |
| Palácio de Adile Sultana                                | Adile Sultan Sarayı                 | 1876                   | Sarkis                                             | Kandilli, Üsküdar, Istambul    | |
| Palácios geminados de Eyüp                              |                                     |                        |                                                    | Eyüp, Istambul                 | |
| Palácio de Salıpazarı                                   |                                     |                        |                                                    |                                | |
| Pavilhão ou Quiosque de Malta                           | Malta Köşkü                         | 1870                   | Sarkis                                             | Yıldız, Beşiktaş, Istambul     | Faz parte do complexo do Palácio de Yıldız |
| Palácio de Fındıklı Cemile                              |                                     | 1856–1859              |                                                    | Beyoğlu, Istambul              | |
| Palácio de Münire Sultan                                |                                     | 1856–1859              |                                                    | Beyoğlu, Istambul              | |
| Palácio de Hünkar                                       |                                     |                        |                                                    | İzmit                          | |
| Yalı (mansão) de Baltalimanı                            | Baltalimanı Yalısı                  |                        | Sarkis                                             | Baltalimanı, Sarıyer, Istambul | |
| Pavilhão de Aynalıkavak                                 | Aynalıkavak Kasrı                   | final dos século XVIII | Krikor                                             | Hasköy, Beyoğlu, Istambul      | |
| Yalı (mansão) de Esma Sultana                           | Esma Sultan Yalısı                  | 1875                   | Sarkis                                             | Ortaköy                        | |
| Pavilhão de Adile Sultan                                | Validebağ Korusu                    | 1853                   | Nigoğos                                            | Validebağ, Üsküdar, Istambul   | |
| Palácio de Ihlamur                                      | Ihlamur Kasrı (pavilhão das tílias) | 1849                   | Nigoğos                                            | Nişantaşı, Beşiktaş, Istambul  | É a sede do Departamento de Palácios Nacionais da Turquia |
| Palácio de Küçüksu ou de Göksu                          | Küçüksu Kasrı                       | 1857                   | Garabet Amira e Nigoğayos                          | Küçüksu, Beykoz, Istambul      | |
| Quiosque (pavilhão) do sultão Mamude I                  |                                     |                        |                                                    |                                | |
| Quiosque de Yeşilköy Hünkar                             |                                     |                        |                                                    |                                | |
| Quiosque antigo no ilhéu de Galatasaray                 |                                     |                        |                                                    | Istambul                       | |

## Edifícios religiosos
| Nome                                                                 | Nome em turco                                                    | Data de construção | Arquiteto(s)                                            | Localização                                  | Notas                                                                                                |
| -------------------------------------------------------------------- | ---------------------------------------------------------------- | ------------------ | ------------------------------------------------------- | -------------------------------------------- | --- |
| Mesquita Nusretiye                                                   | Nusretiye Camii                                                  | 1823-1826          | Krikor                                                  | Tophane, Beyoğlu, Istambul                   | |
| Mesquita de Ortaköy                                                  | Ortaköy Camii ou Büyük Mecidiye Camii (Grande Mesquita Imperial) | 1852–1854          | Garabet Amira e Nigoğayos                               | Ortaköy, Beşiktaş, Istambul                  | |
| Mesquita de Dolmabahçe                                               | Dolmabahçe Camii ou Bezm-i Alem Valide Sultan Camii              | 1852–1854          | Garabet Amira                                           | Kabataş, Beşiktaş, Istambul                  | Construída por ordem da rainha-mãe Bezmi Alem Valide Sultan junto ao Palácio Dolmabahçe              |
| Mesquita de Pertevniyal Valide Sultan                                | Pertevniyal Valide Sultan Camii                                  | 1869-1871          | Sarkis e Hagop Balian, Montani "Efendi", Osep Vartanian | Aksaray, Fatih, Istambul                     | Construída por ordem da rainha-mãe, a sultana Pertevniyal                                            |
| Igreja arménia de Surp Haç (Santa Cruz)                              | Surp Haç Ermeni Kilisesi ou Selâmsız Ermeni Kilisesi             | 1880               |                                                         | Selâmsız, Üsküdar, Istambul                  | Já existia uma igreja no mesmo local datada de 1676, mas foi reconstruída em 1880                    |
| Igreja arménia de Surp Krikor Lusavoriç (São Gregório, o Iluminador) | Surp Krikor Ermeni Lusavoriç Kilisesi                            | 1868 ou 1885       |                                                         | Kayseri                                      | A igreja já existia antes de 1191, mas estava em ruínas em 1859. Foi reconstruída em 1868 e em 1885. |
| Igreja arménia de Surp Nişan                                         | Surp Nişan Ermeni Kilisesi                                       | 1834               |                                                         | Beşiktaş, Istambul                           | |
| Igreja arménia da Mãe de Deus (Surb Astvacacin)                      |                                                                  | 1824               |                                                         | Ortaköy, Beşiktaş, Istambul                  | |
| Igreja arménia de Bandırma                                           |                                                                  |                    |                                                         | Bandırma (província de Balıkesir)            | |
| Igreja arménia de Surp Yerrortutyun (Santa Trindade)                 | Surp Yerrortutyun Ermeni Kilisesi                                |                    |                                                         | Beyoğlu, perto da Avenida İstiklal, Istambul | |
| Igreja do Patriarcado Arménio da Mãe de Deus                         |                                                                  |                    |                                                         | Kumkapı, Fatih, Istambul                     | |
| Mausoléu de Mamude II                                                | II. Mahmut Türbesi                                               | 1840               |                                                         | Çemberlitaş, Eminönü, Istambul               | |
| Mausoléu de Abdul Mejide I                                           |                                                                  |                    |                                                         | Istambul                                     | |
| Mausoléu de Abdulazize                                               |                                                                  |                    |                                                         | Istambul                                     | |

## Edifícios públicos
| Nome                                 | Nome em turco                | Data de construção | Arquiteto(s)       | Localização                           | Notas |
| ------------------------------------ | ---------------------------- | ------------------ | ------------------ | ------------------------------------- | --- |
| Casa da Moeda Imperial               | Darphane-i Âmire             |                    |                    | Fatih, Istambul                       | Encontra-se dentro do perímetro do Palácio de Topkapı |
| Quartel de Selimiye                  | Selimiye Kışlası             | 1825-1828          | Krikor             | Üsküdar, Istambul                     | |
| Quartel de Davutpaşa                 | Davutpaşa Kışlası            | 1827-1832          | Krikor             | Yıldız, Beşiktaş, Istambul            | Atualmente encontra-se no campus da Universidade Técnica de Yıldız (Yıldız Teknik Üniversitesi) |
| Quartel de Gümüşsuyu                 | Gümüşsuyu Kışlası            |                    | Sarkis             | Gümüşsuyu, Beyoğlu, Istambul          | Também chamado "Quartel de Beyoğlu"; atualmente é a faculdade de Engenharia Mecânica da Universidade Técnica de Istambul.                                                                             |
| Quartel ou Arsenal de Maçka          | Maçka Silahhanesi            |                    | Simon e Sarkis     | Beşiktaş, Istambul                    | Atualmente encontra-se no campus da Universidade Técnica de Istambul. |
| Ministério da Defesa                 | Savaş Bakanlığı              |                    | Sarkis             | Bajazeto, Fatih, Istambul             | É a reitoria da Universidade de Istambul. |
| Torre de Bajazeto                    | Beyazıt Kulesi               | 1826, 1828         | Krikor e Senekerim | Bajazeto, Fatih, Istambul             | Também chamada Torre Seraskier ou de Beyazid. A torre atual, de 1828, é da autoria de Senekerim e substituiu uma anterior que ardeu, da autoria de Krikor. Situa-se junto à Universidade de Istambul. |
| Academia Militar                     |                              | 1841?              | Garabet Amira      | Istambul                              | |
| Liceu de Galatasaray                 | Galatasaray Lisesi           |                    | Sarkis             | Galatasaray, Beyoğlu, Istambul        | Originalmente era a Escola de Medicina do Palácio Imperial |
| Academia de Belas Artes              | Güzel Sanatlar Üniversitesi  | 1883?              | Garabet Amira      | Tophane / Fındıklı, Beyoğlu, Istambul | |
| Escola primária arménia de Makruhyan | Makruhyan Ermeni Okulu       | 1866               | Sarkis             | Beşiktaş, Istambul                    | |
| Torre do Relógio de Dolmabahçe       | Dolmabahçe Saat Kulesi       | 1890-1895          | Sarkis             | Kabataş, Beşiktaş, Istambul           | Situada no exterior do Palácio de Dolmabahçe. |
| Torre do Relógio de Nusretiye        |                              | 1848               | Garabet Amira      | Tophane, Beyoğlu, Istambul            | |
| Represa de Topuzlu                   |                              | Krikor             |                    | Istambul                              | |
| Quiosque do fogo                     |                              | Krikor             |                    | Istambul                              | |
| Represa de Valide                    |                              | Krikor             |                    | Istambul                              | |
| Complexo residencial de Akaretler    | Akaretler Sıra Evleri        | 1874               | Sarkis             | Beşiktaş, Istambul                    | Conjunto de 138 casas perto do Palácio de Dolmabahçe. |
| Hospital arménio de Surp Prgiç       | Surp Pırgiç Ermeni Hastanesi |                    | Garabet Amira      | Kazlıçeşme, Zeytinburnu, Istambul     | |

## Unidades industriais
| Nome                              | Nome em turco               | Data de construção | Arquiteto(s) | Localização                           | Notas |
| --------------------------------- | --------------------------- | ------------------ | ------------ | ------------------------------------- | --- |
| Siderurgia de Zeytinburnu         |                             |                    | Sarkis       | Zeytinburnu, Istambul                 | |
| Fábrica de pólvora de Zeytinburnu | Zeytinburnu Barut Fabrikası | 1874               | Sarkis       | Zeytinburnu, Istambul                 | |
| Fábrica têxtil de İzmit           |                             |                    |              | İzmit                                 | |
| Fábrica têxtil de Hereke          |                             | 1843               |              | Hereke, Körfez (província de Cocaeli) | Provavelmente era uma fábrica de tapetes cuja produção era destinada exclusivamente à aristocracia otomana. Ardeu em 1878, sendo reconstruída em 1882. |
| Fábrica têxtil de Bakırköy        |                             |                    |              | Bakırköy, Istambul                    | |
| Fábrica de curtumes de Beykoz     |                             |                    |              | Beykoz, Istambul                      | |

### Genéricas
Nota: Não usadas diretamente; constavam do «en:Balyan family» na Wikipédia em inglês cuja tradução serviu de base à maior parte do texto.
- Finkel, Caroline (2006). Osman's Dream (em inglês) 1 ed. [S.l.]: Basic Books. 704 páginas. ISBN 978-0465023967
- Göyünç, Nejat. «Turkish-Armenian Cultural Relations» (PDF). www.tbmm.gov.tr (em inglês). Grande Assembleia Nacional da Turquia. Consultado em 23 de fevereiro de 2011. Arquivado do original (PDF) em 22 de março de 2003